# Aláldin Abúelkásim
Alá ad-dín Mohamed al-Sajid abú al-Kásim (Aláldin Abúelkásim) (* 25. listopadu 1990) je egyptský sportovní šermíř, který se specializuje na šerm fleretem. Egypt reprezentuje mezi muži od roku 2009. Na olympijských hrách startoval v roce 2012 a 2016 v soutěži jednotlivců a družstev. V soutěži jednotlivců získal na olympijských hrách 2012 stříbrnou olympijskou medaili. S egyptským družstvem fleretistů se pravidelně účastní velkých světových soutěži.